# Malmslätt
Malmslätt è una località (tätort) situata nel comune di Linköping, Contea di Östergötland, Svezia, circa 6 km ad ovest dal centro del capoluogo. Al censimento del 2010 la sua popolazione contava 5 214 abitanti.
Malmslätt è noto per essere sede della Malmens flygplats (base aerea di Malmens) (ICAO: ESCF), base aerea, della Flygvapnet (aeronautica militare svedese) e del Flygvapenmuseum, il museo della forza aerea svedese.